# Und ihr ?

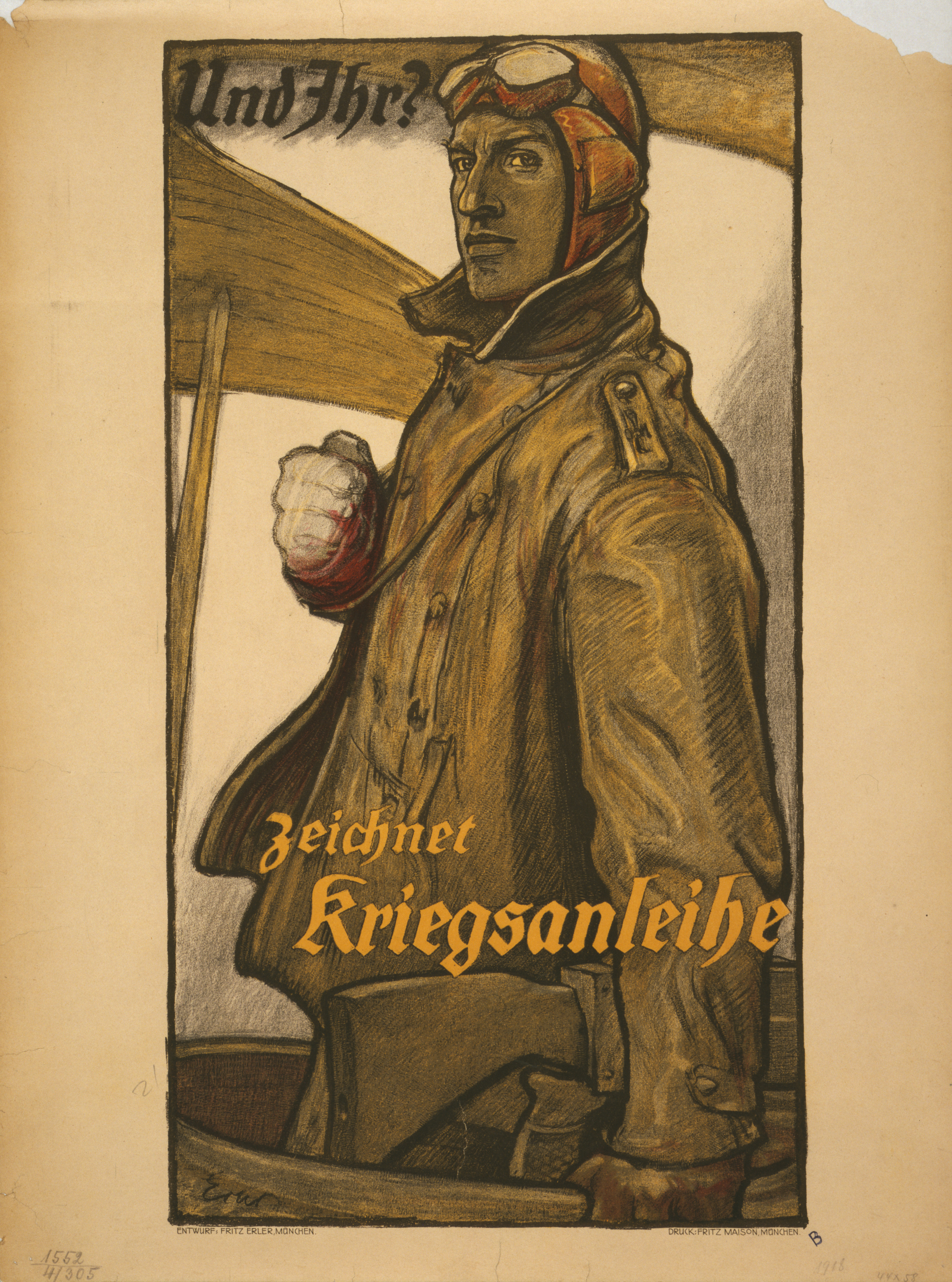
Und ihr ?
zeichnet Kriegsanleihe
(« Et vous ?
Souscrivez à l'obligation de guerre »), l'affiche de Fritz Erler.

Und ihr ? zeichnet Kriegsanleihe (« Et vous ? Souscrivez à l'obligation de guerre ») était une affiche publicitaire éditée pour la septième obligation de guerre de l'Empire allemand à l'automne 1917. Créée par Fritz Erler, elle est considérée comme la seconde affiche officielle de propagande de guerre de l'Empire allemand. Elle a succédé à l'affiche « Helft uns siegen », au début de l'année 1917.

## Description
Comme l'affiche Helft uns siegen l'œuvre est réalisé à la manière du gravure sur bois expressionniste. Elle représente aussi un soldat, non plus un fantassin mais un aviateur. Bien que l'aviation allemande ait été pendant la guerre  rattachée à l'armée de terre impériale, les exploits des aviateurs, réputés téméraires et casse-cou étaient connus de tous. Le soldat légèrement blessé regarde l'observateur et pose la question : « Et vous ? Souscrivez à l'obligation de guerre ».
Comme pour l'affiche précédente, c'est le regard du soldat qui lui donne toute sa signification.rend l'affiche . La conception artistique a été critiquée et considérée comme une régression par rapport à «Helft uns siegen» ; pourtant la simplicité de l'image et la brièveté du texte renforcent son impact.

## Histoire
La poursuite de la guerre nécessitait l'émission de deux obligations de guerre par an. Les neuf obligations émises n'ont toutefois couvert qu'environ la moitié du coût de la guerre. L'État-major prévoyait de vaincre en 1918 sur le front occidental par l'Offensive du printemps  après la signature du traité de Brest-Litovsk qui a stoppé la guerre sur le front oriental. C'est également en 1917 qu'a été créée l'UFA dans un but de propagande.
L'affiche a été collée un peu partout, y compris sur la Porte de Brandebourg et au Château de Berlin.